# Jodi Dean
Jodi Dean, född 9 april 1962, är en amerikansk filosof. Hon är professor i politisk filosofi och statsvetenskap vid Hobart and William Smith Colleges. Hon avlade doktorsexamen vid Columbia University. Dean är influerad av bland andra Karl Marx, Vladimir Lenin, Jacques Lacan och Slavoj Žižek.